# Krauschwitz (Saxònia)
Krauschwitz (alt sòrab: Krušwica) és un municipi alemany que pertany a l'estat de Saxònia. Es troba a uns cinc quilòmetres al nord-est de Weißwasser, als marges del riu Neisse.

## Districtes
- Sagar (Zagor)
- Skerbersdorf (Skarbišecy)
- Pechern (Pěchč)
- Werdeck (Wjertko)
- Podrosche (Podroždź)
- Klein Priebus (Přibuzk)